# Neotriozella sculptoconus
Neotriozella sculptoconus är en insektsart som beskrevs av Crawford 1914. Neotriozella sculptoconus ingår i släktet Neotriozella och familjen spetsbladloppor. Inga underarter finns listade i Catalogue of Life.